# Héctor Croxatto Rezzio
Héctor Croxatto Rezzio (Valparaíso, 28 de julho de 1908 — Santiago, 28 de setembro de 2010) foi um médico chileno.
Estudou medicina na Universidade do Chile, em Santiago, formado cirurgião em 1930.